# Bakhodir Begalov

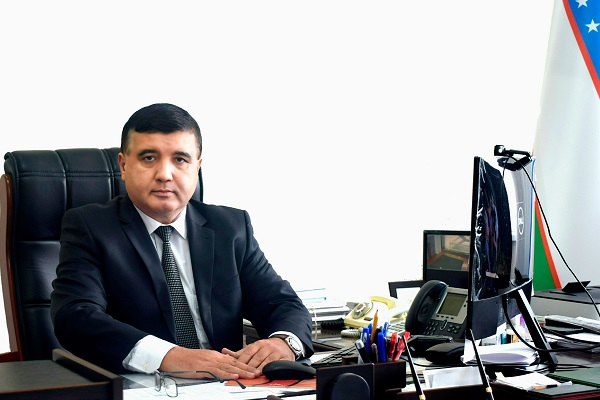

Bakhodir Abdusalamovich Begalov (usbekisch Baxodir Abdusalomovich Begalov; geboren am 17. Januar 1968 in Bekabad, Viloyat Taschkent, Usbekische SSR, UdSSR) ist ein ehemaliger usbekischer Staatsmann, Lehrer und Ingenieur, Vorsitzender des Staatsausschusses der Republik Usbekistan für Statistik, Doktor der Wirtschaftswissenschaften und Professor. Er war Vollmitglied der Akademie für Informatisierung der Bildung und der Internationalen Akademie für Informatisierung sowie Mitglied des Präsidiums der Kommission für höhere Attestierung unter dem Ministerkabinett Usbekistans für Wirtschaftswissenschaften.

## Biografie
Bakhodir Begalov wurde am 17. Januar 1968 in Bekabad geboren. Von 1986 bis 1988 diente er in der Armee. 1992 absolvierte er das Moskauer Institut für Wirtschaft und Statistik (heute Moskauer Staatliche Universität für Wirtschaft, Statistik und Informatik).
Nach seinem Abschluss an der Universität begann er als Ingenieur der Kategorie III im Rechenzentrum der Tashkent State Economic University (TSEU) zu arbeiten. Später verteidigte er seine Doktorarbeit zum Thema „Forschung und Entwicklung von Modellen und Algorithmen der Computertechnologie für die Werbung (am Beispiel von Informationsprodukten und -dienstleistungen)“. In den Jahren 1996–1999 arbeitete er als Dozent und außerordentlicher Professor am Institut für Wirtschaftsinformatik und automatisierte Steuerungssysteme der TSUE. Von 1999 bis 2001 war er stellvertretender Dekan für akademische Angelegenheiten der Fakultät für Informatik, Management und Pädagogik der Wirtschaftspädagogik an der TSUE. Später, in den Jahren 2001–2002, war Bakhodir Begalov Leiter der Abteilung für Wirtschaftsinformatik und automatisierte Steuerungssysteme an der TSUE und verteidigte 2001 erfolgreich seine Dissertation zum Thema „Ökonometrische Modellierung von Trends bei der Bildung und Entwicklung von Informationen und Kommunikationsmarkt“. Ab 2002 war er Dekan der Fakultät für Informatik, Management und Pädagogik der Wirtschaftspädagogik der TSEU und nach einiger Zeit Dekan der Fakultät für Informationstechnologien und Management der TSEU. Von 2011 bis 2012 arbeitete er als Vizerektor der TSUE für wissenschaftliche Arbeit.
2012 wurde er zum stellvertretenden Vorsitzenden des Staatsausschusses der Republik Usbekistan für Statistik ernannt und hatte diesen Posten bis 2016 inne. Gleichzeitig arbeitete er als Professor am Institut für Informationssysteme in Wirtschaftswissenschaften der TSUE. 2016 wurde er zum Rektor des Tashkent Financial Institute ernannt. Am 23. Mai 2017 wurde er per Dekret des Präsidenten von Usbekistan, Shavkat Mirziyoyev, zum Vorsitzenden des Staatlichen Statistikausschusses ernannt.

## Wissenschaftliche Tätigkeit
Bakhodir Begalov ist Autor von mehr als 300 wissenschaftlichen Artikeln sowie wissenschaftlichen und methodischen Werken, darunter 4 Lehrbücher, 8 Studienführer, 9 Monographien und 32 Studienführer.